# Balsscallichirus
Balsscallichirus is een geslacht van kreeftachtigen uit de klasse van de Malacostraca (hogere kreeftachtigen).